# 81-es villamos (Budapest)
A budapesti 81-es jelzésű villamos a Moszkva tér és Zugliget között közlekedett. A járatot a Fővárosi Villamosvasút üzemeltette.

## Története
1915-ben indult Zugliget és a Várfok utca (más néven Retek utcai) hurok között a 43-as és 45-ös villamos helyett. 1919. november 1. és december 5. között csak Szépilonáig közlekedett. 1921. augusztus 11-étől éjszaka is közlekedett, de október 25-étől már csak nappal járt. 1941. június 16-ától déli végállomása a Széll Kálmán tér lett, a korábbi Retek utcai végállomást elbontották. 1944 októberében még közlekedett, majd november 1-jén új járat indult 81A jelzéssel a megszűnt 81-es pótlására a Széll Kálmán tér és a Szent János kórház között a reggeli csúcsidőszakban. 1945. május 17-én indult újra a 81A a Széll Kálmán tér és Szépilona között, majd augusztus 5-én a 81-es elindulásával megszűnt. 1946. március 16-án a 81A újraindult, de egy éven belül megszűnt. 1955. május 16-ától 58-as jelzéssel közlekedett tovább.